# Kemba
Kemba – wieś w Estonii, w prowincji Harju, w gminie Kuusalu. Wieś jest położona na terenie rezerwatu przyrody Põhja-Kõrvemaa (est. Põhja-Kõrvemaa looduskaitseala). Około 5 km na południe znajduje się pojezierze Jussi (est. Jussi järved). W jego skład wchodzi sześć jezior: Jussi Kõverjärv, Jussi Linajärv, Jussi Mustjärv, Jussi Pikkjärv, Jussi Suurjärv i Jussi Väinjärv.